# Rozlivi
Rozlivi (en (ucraïnès): Розливи, en rus: Разливы) és un poble de la República Autònoma de Crimea, a Ucraïna, que el 2014 tenia 556 habitants. Pertany al districte de Nijnegorski. Fins al 1948 la vila es deia Seitler-Vakuf.